# M34细胞
M34是一种人类皮肤黑色素瘤細胞系，特点是其β2-微球蛋白基因发生了TTCT四碱基删失形成终止密码子造成了無義突變，常用於生物医学研究。

## 外部連結
- Cellosaurus entry for M34